# Un méchant garnement
Un méchant garnement (en russe : Злой мальчик) est une nouvelle d'Anton Tchekhov, parue en 1883.

## Historique
Un méchant garnement est initialement publié dans la revue russe Les Éclats, no 30, du 23 juillet 1883, sous le pseudonyme d'Antocha Tchékhonté. Aussi traduit en français sous le titre Un vilain garçon.
C’est une nouvelle humoristique sur le chantage exercé par un enfant sur des amoureux. Zinotchka, autre nouvelle d’Anton Tchekhov, parue en 1887, traite du même thème.  

## Résumé
Ivan Lapkine a invité Anna Zamblitskaya à pêcher au bord de la rivière. Il s’assure qu’ils sont seuls et fait une déclaration d’amour à la jeune fille. Les cœurs s’unissent, des baisers s'ensuivent... Malheureusement, un témoin indésirable, Kola, le jeune frère d’Anna, a tout vu et fait chanter les amoureux.
Tout d’abord un rouble, puis un ballon, des crayons de couleur, des boutons de manchette, bientôt une montre : rien ne satisfait le jeune maître-chanteur. Trois mois plus tard, Lapkine fait sa demande de mariage aux parents d'Anna, qui l'acceptent. Anna et lui courent immédiatement dans le jardin, attrapent Kola et le tirent pas les oreilles. C’est un grand moment de bonheur pour les amoureux.

## Édition française
- Un méchant garnement, traduit par Madeleine Durand et André Radiguet, in Œuvres I, Paris, Éditions Gallimard, coll. « Bibliothèque de la Pléiade » no 197, 1968  (ISBN 978-2-07-0105-49-6).